# Duino
Duino (in dialetto triestino Duìn, in sloveno Devin, in tedesco Tybein) è una località in provincia di Trieste che assieme a numerose altre frazioni costituisce il comune sparso di Duino-Aurisina.
Posto sulla strada che collega Trieste con Monfalcone, sul ciglio della panoramica riviera a falesie, il suo sviluppo e la sua storia sono legati indissolubilmente a quelli dei suoi due castelli, il castello vecchio e il castello nuovo, anche se le scoperte archeologiche hanno dimostrato la presenza di insediamenti già a partire dalla tarda età del rame. Da quell'epoca la zona è sempre risultata abitata.

## Storia

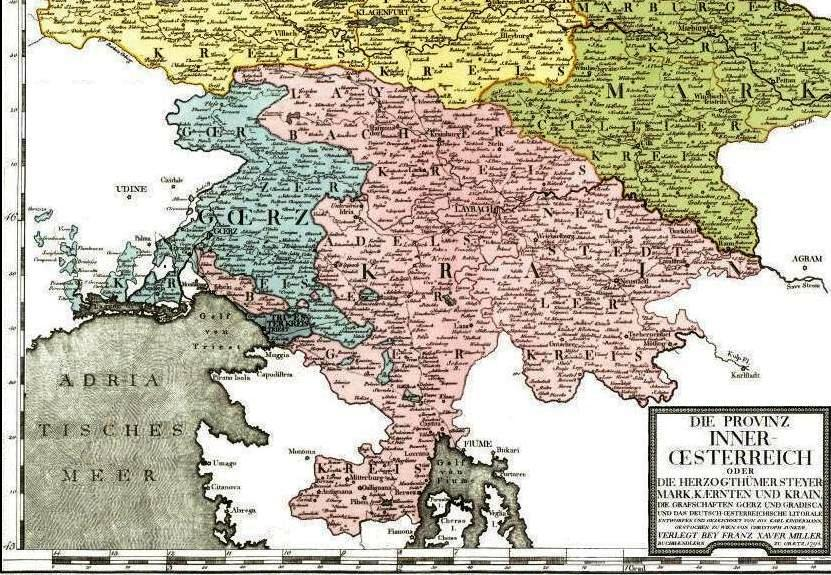
Carniola

A partire dall'epoca longobarda era stato incluso nel Ducato di Forum Iulii o del Friuli. Prima delle guerre napoleoniche (1806) il territorio di Duino faceva parte del Ducato di Carniola

Fino al 1919, sotto il dominio austriaco, Duino faceva parte della Contea di Gorizia e Gradisca (distretto di Monfalcone) e nel periodo immediatamente successivo all'annessione all'Italia, dal 1919 al 1923 della Provincia di Gorizia.
Nel 1928 il comune di Duino venne sciolto e fuso con i comuni di Aurisina, Malchina, San Pelagio e Slivia, formando il nuovo comune di Duino-Aurisina.. Nel 1923 il territorio della Provincia di Gorizia fu diviso tra Udine e Trieste e Duino entro' a far parte di quest'ultima. Nel 1947 il trattato di Parigi assegnò il territorio comunale di Duino Aurisina al Territorio libero di Trieste, con l'eccezione della frazione di Jamiano che rimase in Italia ed entrò a far parte della provincia di Gorizia.
Dal 1982 Duino è sede del Collegio del Mondo Unito dell'Adriatico, una scuola internazionale frequentata da studenti provenienti da 80 diversi paesi: una delle 17 presenti nel mondo che fanno parte dell'organizzazione dei Collegi del Mondo Unito.

## Monumenti e luoghi d'interesse
Il piccolo centro storico, raccolto attorno al castello e punto di arrivo del sentiero Rilke, ha una struttura semicircolare, attraversata da vicoli e da una via principale detta ulca (ossia via nel dialetto sloveno del luogo). Il centro era in antichità protetto da mura ancora oggi in parte visibili. Vi è la Chiesa del Santo Spirito del 1591, situata in prossimità delle mura del castello che fu un tempo parte di un monastero dei Serviti.
Col passare del tempo la località si è sviluppata sulle direttrici verso Trieste e il Friuli, e verso il mare con la località di Duino Mare, ora legata senza soluzione di continuità col centro storico. 
Nella piazza antistante il castello vi sono una lapide in memoria dei caduti del luogo durante la seconda guerra mondiale e un monumento in ricordo della rivolta contadina del 1713. 
A Duino Mare vi è un piccolo porticciolo e uno stabilimento balneare, noto ai più come Bagno Gol. Nel 1716 anche il porticciolo di Duino fu tra i candidati a divenire porto franco dell'Impero asburgico, anche se poi la scelta cadde su quello di Trieste. Nell'Ottocento vi aveva sede anche un piccolo stabilimento industriale per la salatura del pesce.
A nordovest della località si trova il bosco di Nigrignano o della Cernizza (Črničje in sloveno), in passato riserva di caccia per gli abitanti del castello. Vi ha sede una caserma dei carabinieri, un posto marittimo della polizia (nel porticciolo) e, in passato, il centro di addestramento polizia di frontiera e per l'immigrazione.

## Società
Gli abitanti di Duino e del suo circondario furono storicamente in larga maggioranza di lingua ed etnia slovena. Non mancava però, limitatamente al centro abitato, una certa presenza italofona (pari a circa un terzo della popolazione totale) nonché una limitata presenza di tedeschi.
La consistente presenza di popolazione slovena spinse il frate Alasia da Sommaripa, che dal 1601 soggiornava nel castello di Duino a pubblicare, nel 1607, il «Vocabolario Italiano e Schiavo», il primo vocabolario-manuale atto a consentire il dialogo tra i viandanti diretti a est e la locale popolazione slovena:
A seguito del passaggio al Regno d'Italia nel 1918, la componente italiana aumentò notevolmente sino a divenire l'assoluta maggioranza della popolazione, qual è oggi. Nel secondo dopoguerra, specie negli anni cinquanta, anche a Duino come in altri siti del territorio comunale (e in particolare nel vicino Villaggio del Pescatore) s'insediarono numerose famiglie di esuli giuliano-dalmati.

Nell'abitato e nel territorio di Duino è in vigore per legge il pieno bilinguismo italiano/sloveno.